# Боровська сільська рада (Катайський район)
Боровська́ сільська рада (рос. Боровской сельский совет) — сільське поселення у складі Катайського району Курганської області Росії.
Адміністративний центр — село Боровське.
Населення сільського поселення становить 943 особи (2017; 950 у 2010, 999 у 2002).

## Склад
До складу сільського поселення входять:
| Населений пункт  | Населення, осіб (2002) | Населення, осіб (2010) |
| ---------------- | ---------------------- | ---------------------- |
| Боровське, село  | 785                    | 720                    |
| Гусине, присілок | 214                    | 230                    |